# Bruno Parovel
Bruno Francesco Parovel (* 6. Oktober 1913 in Capodistria, Österreichisches Küstenland; † 18. Dezember 1994 in Triest) war ein italienischer Ruderer.
Parovel wurde in Istrien geboren, damals ein Teil von Österreich-Ungarn. Nach dem Ersten Weltkrieg fiel seine Heimatstadt durch den Vertrag von Saint-Germain an Italien. Nach dem Zweiten Weltkrieg gehörte Koper zu Jugoslawien und heute zu Slowenien.
Bei den Olympischen Spielen 1932 in Los Angeles trat für Italien der Vierer mit Steuermann des C. C. Libertas aus Koper an. Bruno Vattovaz, Giovanni Plazzer, Riccardo Divora, Bruno Parovel und Steuermann Giovanni Scher gewannen ihren Vorlauf vor dem deutschen Boot und erreichten damit direkt das Finale, während die Deutschen über den Hoffnungslauf ins Finale kamen. Im Endlauf siegten die Deutschen mit 0,2 Sekunden Vorsprung vor den Italienern.